# سيغور روس
سيغور روس هي فرقة روك من آيسلندا تأسست الفرقة في ريكيافيك في يناير 1994.